# Râul Karakash
Karakash sau Râul jadului negru, ortografiat, de asemenea, Karakax, (în chineză: 喀拉喀什河; pinyin: Kālākāshí Hé, în uigură قاراقاش دەرياسى, Қарақаш Дәряси) este un râu din regiunea autonomă Xinjiang a Republicii Populare Chineze care izvorăște din regiunea Aksai Chin disputată de China și India. El trece prin așezarea istorică Xaidulla (Shahidulla) și prin apropierea orașului Khotan înainte de a se vărsa în râul Tarim. Cursul superior al râului este cunoscut ca râul Hotan.

## Curs
Râul izvorăște de la o altitudine de peste 5.800 de metri, la aproximativ 11 km nord-est de vârful Galwan Kangri din regiunea Aksai Chin. El curge la nord de Sumnal (4.700 m), apoi își schimbă brusc cursul către est, trecând pe la marginea nordică a Câmpiilor Sărate din regiunea Aksai Chin până dincolo de Palong Karpo, când se întoarce brusc către nord-vest și pătrunde în regiunea autonomă chineză Xinjiang. Traversează orașele Sumgal, Fotash, Gulbashem, până când ajunge la Xaidulla (Shahidulla).
Râul se îndreaptă brusc apoi către nord-est, lângă Xaidulla, și, după ce trece prin Nazar Ali traversează lanțul muntos Kunlun în apropierea pasului Suget sau Sanju. Cursul lui trece pe la est de Khotan, în paralel cu râul Yurungkash, iar cele două râuri se unesc în apropiere de Koxlax (la aproximativ 200 km nord de Khotan, 38°05′N 80°34′E / 38.08°N 80.56°E). El se îndreaptă apoi spre nord, sub numele de râul Hotan, și se varsă în râul Tarim.
Datorită faptului că este alimentat prin dezghețarea zăpezilor montane, râul transportă o cantitate mare de apă doar în lunile de vară și seacă parțial în restul anului. Bazinul râului Hotan este singurul sistem de transport către bazinul râului Tarim.

## Istoric
Râul Karakash este renumit pentru pietrele sale de jad albe și verzui aduse împreună cu bolovani și pietricele către Khotan, la fel ca și râul Yurungkash (sau „Râul jadului alb”) din apropierea sa. Aceste pietre de jad provin din erodarea depozitelor muntoase, cel mai cunoscut depozit aflându-se în apropiere de Gulbashen, în sud-vestul regiunii Xinjiang (fostul Turkestan Chinez).
Valea râului Karakash a fost, de asemenea, un drum de caravane pentru schimburile comerciale de la nord la sud, dintre Yarkand (China) și Leh prin Pasul Karakoram în districtul Leh al provinciei indiene Jammu și Kashmir.